# .22 lfB
Die Patrone .22 lfB (lang für Büchsen), auch .22 lr (long rifle) genannt, ist eine Randpatrone für Kleinkaliber-Handfeuerwaffen sowohl als Büchse als auch als Faustfeuerwaffe.
Die .22 lfB zündet per Randfeuerzündung. Der Schlagbolzen trifft auf den vorstehenden Bodenrand mit der Initialladung, welche die Treibladung zündet.
Die umgangssprachliche Bezeichnung ist „Kaliber 22“ oder „KK“ (für Kleinkaliber).

## Bezeichnung
Im deutschen Nationalen Waffenregister (NWR) wird die Patrone unter Katalognummer 9 unter folgenden Bezeichnungen geführt (Auswahl, gebräuchliche Bezeichnungen in Fettdruck)
- .22 lr (Hauptbezeichnung)
- .22 inch R.F. No.1 Mark 1
- .22l rifle
- .22 l.r. Cal- 5,5
- .22 lang für Büchsen
- .22 lfB
- .22 lang/M 70 (DDR)
- .22 long rifle smokeless
- .22 Largo rifle
- 5,3 mm Randfeuer
- 5,42 mm DDR
- 5,5 mm (französisch)
- 5,6 mm Randfeuer (DDR)

## Geschichte
Die .22-lfB-Patrone wurde 1887 von der amerikanischen Firma J. Stevens Arms & Tool Company eingeführt, sie war eine Kombination der .22-long-Hülse mit dem Geschoss der .22-extra-long-Patrone. Die Fertigung der Patrone .22-extra-long wurde 1935 eingestellt.

## Laborierungen
Als Projektile werden Blei- oder Kupfergeschosse zwischen 1,3 g und 3,9 g Gewicht verwendet. Auch Schrotlaborierungen werden angeboten. Es gibt folgende Bezeichnungen, die sich jeweils in Geschwindigkeit und Geschossgewicht unterscheiden, jedoch alle aus einer Waffe im Kaliber .22 lfb verschießbar sind (nach Geschwindigkeit aufsteigend geordnet):
- .22 lfb Z (Z = Zimmer, extra schwache Ladung)
- .22 lfB Sub Sonic (Unterschallmunition)
- .22 lfb SV (Standard Velocity, normale Geschwindigkeit)
- .22 lfB HV (High Velocity, hohe Geschwindigkeit)
- .22 lfB Hyper Velocity (sehr hohe Geschwindigkeit, z. B. CCI Stinger, Remington Yellow Jacket oder Aguila Supermaximum)

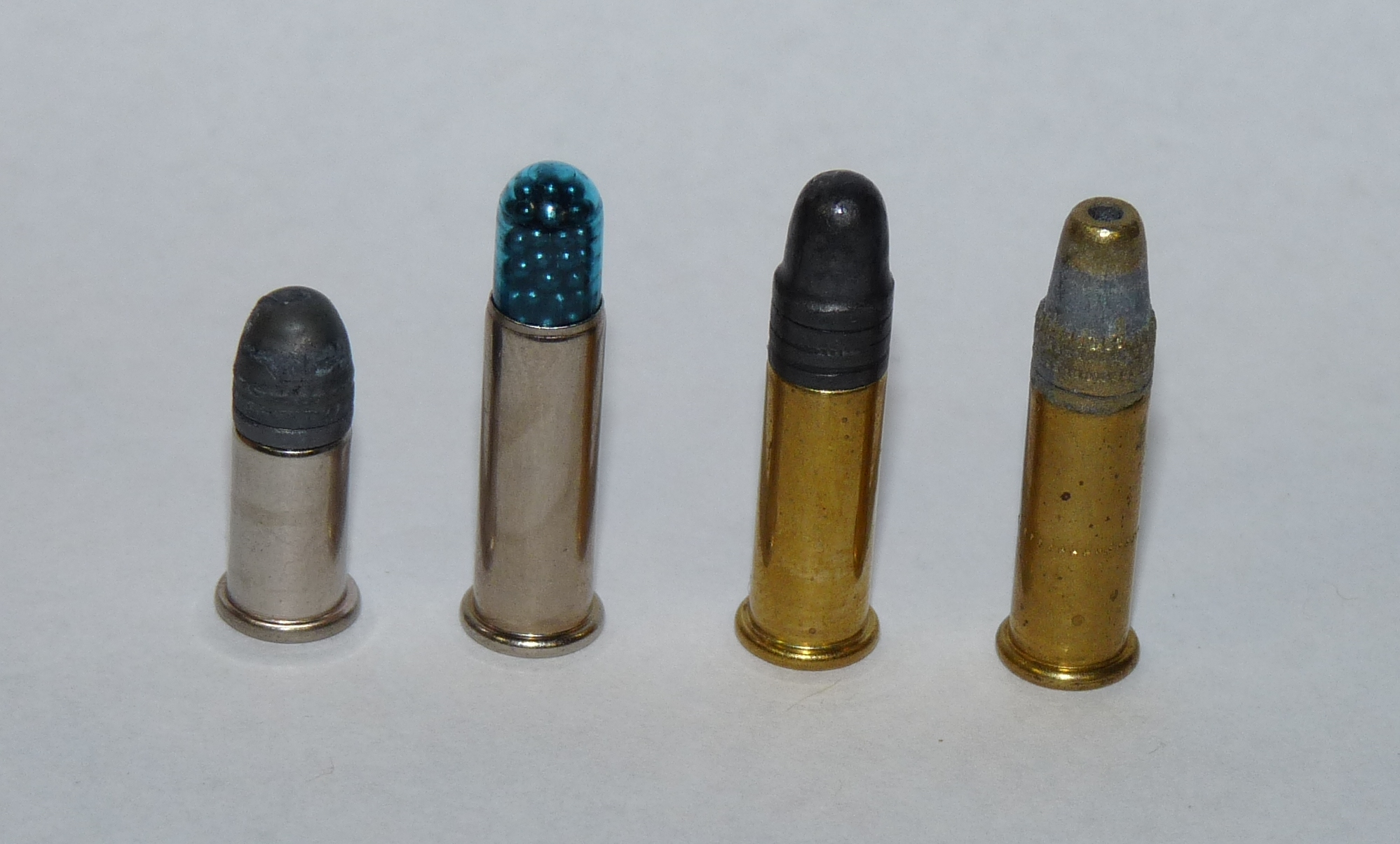
Diverse Patronen im Kaliber .22: .22 kurz, .22 lfB mit Schrotladung, .22 lfB (Standardpatrone) und .22 lfB Hyper Velocity (Remington Yellow Jacket)

Die .22 lfb Z zeichnet sich durch eine besonders niedrige Geschwindigkeit (ca. 210 m/s) und damit geringe Geräuschentwicklung aus. Dadurch ist das Trainieren mit dieser Patrone in geschlossenen Räumen auch ohne Gehörschutz möglich, woraus sich die Bezeichnung Zimmerpatrone ableitet.
Die Patrone .22 lfb Sub Sonic bietet nahezu die Leistung der Standardpatrone, bei jedoch wesentlich geringerer Lautstärke, da das Projektil mit etwa 320 m/s die Schallgeschwindigkeit nicht überschreitet. Dies wird entweder durch deutlich schwerere Geschosse oder durch Verringerung der Pulverladung erreicht.
Die Standardpatrone (.22 lfb SV) ist die preisgünstigste und in Sportwettkämpfen am meisten verwendete Patrone im Kaliber .22 lfb (ca. 340 m/s).
Die .22 lfb HV findet vor allem Verwendung in der Jagdausübung oder bei Disziplinen bis 100 m. Durch die höhere Geschwindigkeit (ca. 400 m/s) lässt sich eine relativ starke Wirkung erzielen. Dafür erzeugt diese Patrone jedoch einen recht lauten Mündungsknall und sollte nicht ohne Gehörschutz abgefeuert werden.
Verschiedene Hersteller bieten besonders schnelle Hyper Velocity Patronen in .22 lfb an. Ihre Anfangsgeschwindigkeiten erreichen bis 518 m/s. Um das zusätzliche Pulver unterzubringen und somit eine derartige Leistung zu erzielen, verlängern die Hersteller meist die Hülse. Das Geschoss ist verkupfert und entspricht dem des Kalibers .22 kurz. So wird die größere Hülsenlänge kompensiert.
Jagdrechtliche Vorgaben und ein steigendes Umweltbewusstsein haben einen Bedarf an bleifreien Laborierungen entstehen lassen. Die zwei großen Hersteller CCI und RWS haben darauf reagiert und bleifreie Munition auf den Markt gebracht. Die geringere Dichte der Kupfergeschosse wird durch höhere Geschwindigkeiten ausgeglichen.

## Anforderungen an Patronenlager und Lauf

Maße der .22 lfB

Die Patrone .22 lfB benötigt je nach Waffenart unterschiedliche Patronenlagermaße. Bei Revolvern muss das Patronenlager vom Stoßboden bis zum Übergang lediglich 16,33 mm und bei Selbstladern 17,05 mm lang sein. Wird das Maß unterschritten, ist die Angabe des Maßes in der Handelsbezeichnung der Waffe aufzunehmen.

## Verwendung

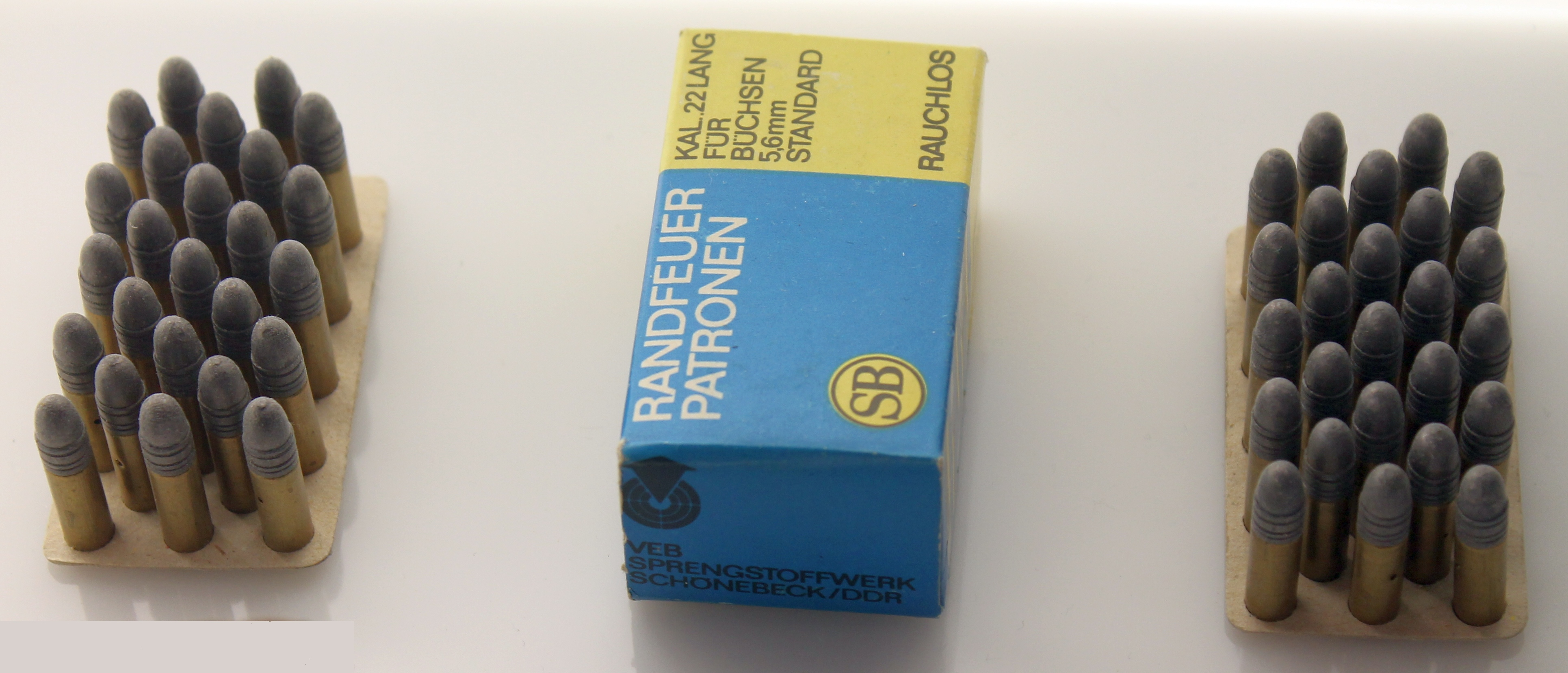
„Standard“-Munition, VEB Sprengstoffwerk Schönebeck

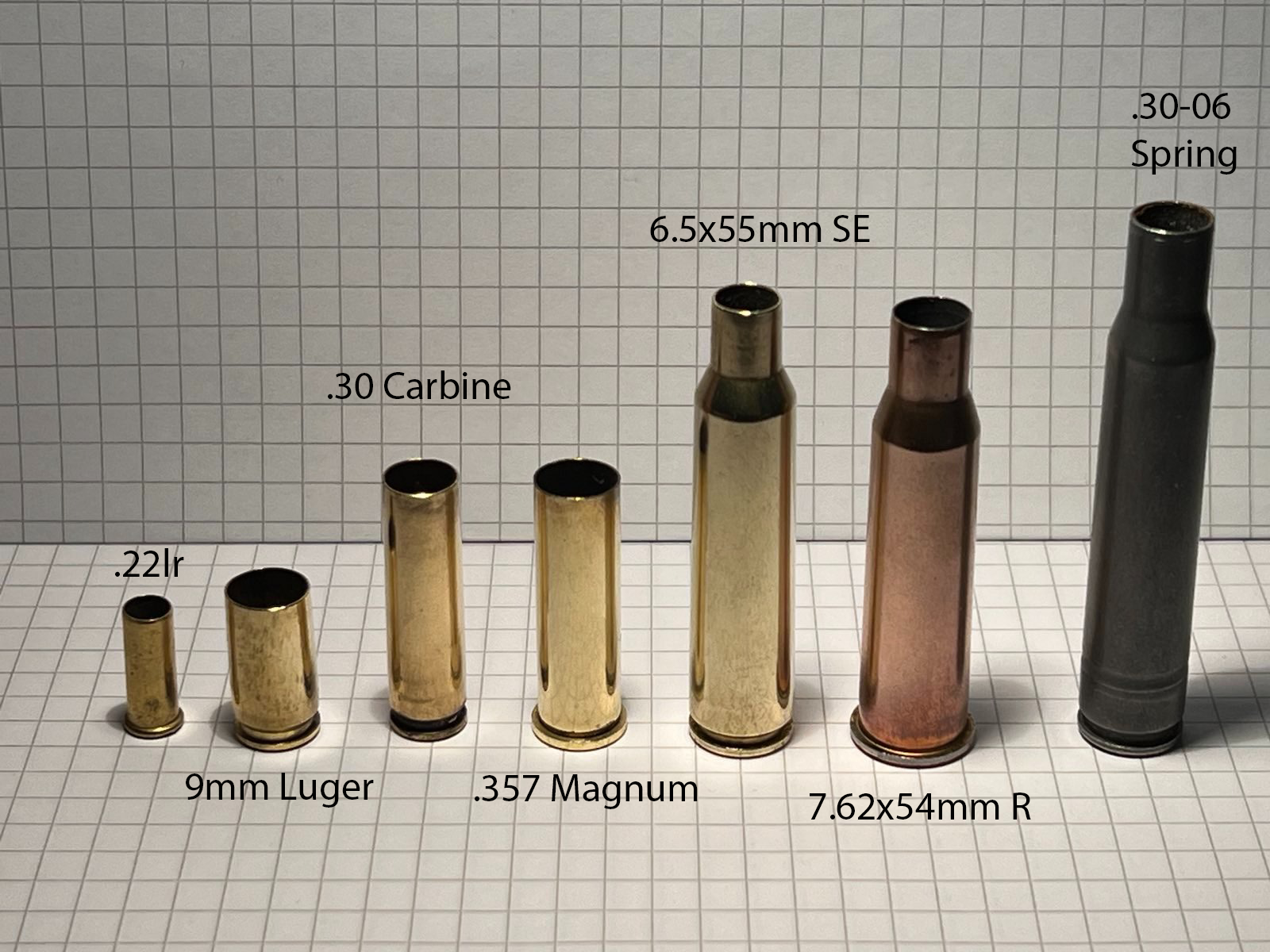
.22 lfB Hülse im Vergleich zu Hülsen anderer gängiger Kaliber

Verwendung findet die Munition meist im Sportschießen (zum Beispiel Freie Pistole, Sportpistole, Biathlon), als Wechselsystem zum kostengünstigen Training in der Hauptwaffe, und in der Jagd auf Kleinwild. Außerdem wird die Munition beim Abschuss von Krähen, Elstern und Tauben (sowie in NRW Eichelhähern) verwendet. Der jagdliche Einsatz ist durch die kurze Reichweite und die Windanfälligkeit eingeschränkt, sodass die Munition vorwiegend bei der Bau- und Fallenjagd auf Raubwild sowie der Jagd auf Kleintiere (Hasen, Kaninchen) verwendet wird. Dementsprechend gilt diese Munition als typisches Schonzeitkaliber.

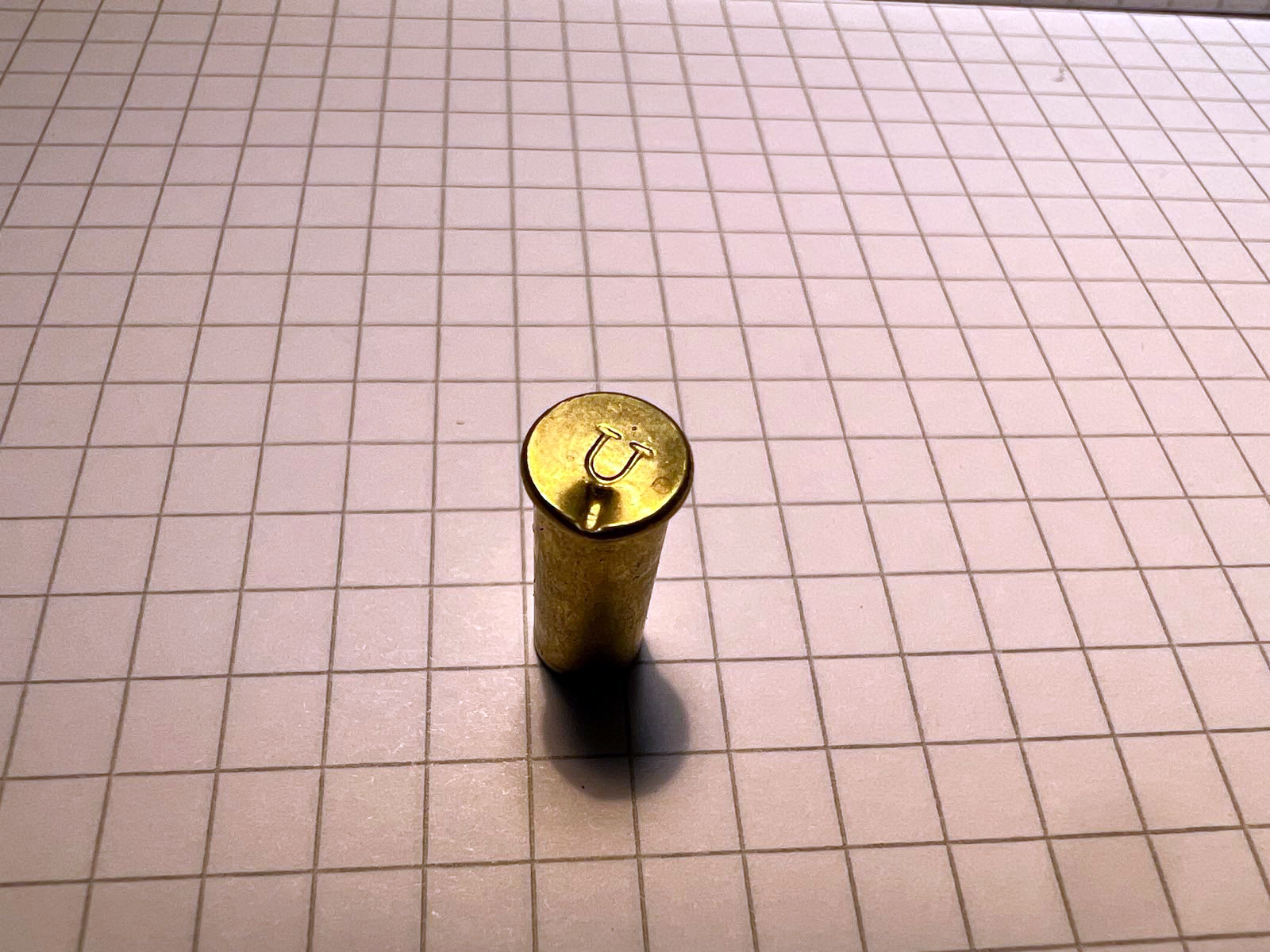
.22 lfB Hülse mit Kerbe durch den Schlagbolzen

## Vergleichbare Patronen und Leistungsbandbreite
Vergleichbare Patronen kann man zunächst kaliberbezogen im Bereich der Munition mit Projektilen um 5,6 mm bis 5,7 mm sehen.
Eine Benennung als Magnum (Kaliber) deutet darauf hin, dass eine Patrone im Vergleich zu ähnlichen Patronen höhere ballistische Leistungen hat. Meist haben Patronen mit längeren Hülsen auch höhere Leistungswerte. In dem Bereich der Munition sind zahlreiche Patronen großer Leistungsbandbreite konzipiert worden. Nachfolgend ein Überblick bei dem erkennbar ist, dass die Standardausführung der .22 lfB im unteren Leistungssegment liegt. Bei der .22 lfB ist bemerkenswert, dass es für diese Patrone sehr schwache, mittlere und stärkere Ladungen gibt.
| Kaliber            | Proj. ⌀ mm | Hülse mm | Energie Eo-Joule |
| ------------------ | ---------- | -------- | ---------------- |
| .22 kurz           | 5,72       | 10,69    | 104              |
| .22 lfB            | 5,72       | 15,57    | 110–265          |
| .22 WMR            | 5,72       | 26,80    | 410–440          |
| 5,7 × 28 mm        | 5,70       | 28,90    | 538              |
| .221 Rem. Fireball | 5,70       | 35,56    | ca. 1.400        |

| Kaliber             | Proj. ⌀ mm | Hülse mm | Energie Eo-Joule |
| ------------------- | ---------- | -------- | ---------------- |
| .222 Remington      | 5,69       | 43,18    | 1300–1700        |
| 5,56 × 45 mm NATO   | 5,69       | 44,70    | ca. 1.800        |
| .224 Weatherby Mag. | 5,72       | 48,8     | 1100–1750        |
| 5,6 x 50 R Mag.     | 5,70       | 50       | 820–1750         |
| .223 WSSM           | 5,70       | 42,4     | 2000–2800        |